# Наррауэй, Джеймс
Джеймс Эфрейм Наррауэй (англ. James Ephraim Narraway, 11 июня 1857 — 16 июня 1947) — канадский шахматист. Трехкратный чемпион Канады.

## Биография
Относительно места рождения Дж. Наррауэя существуют разночтения. По одним данным, он родился в Гайсборо (Новая Шотландия), по другим — в Саквилле (Нью-Брансуик). Первые достоверные сведения о шахматной деятельности Наррауэя относятся ко времени его жизни в Сент-Джоне (Нью-Брансуик). В это время он стал чемпионом местного шахматного клуба. В 1874 году Наррауэй получил степень бакалавра искусств в Университете Нью-Брансуика.
В 1887 году Наррауэй переехал в Оттаву. В эти годы он выдвинулся в число сильнейших канадских шахматистов. Сначала он разделил 1—3 места с Н. Маклаудом и Э. Поупом в чемпионате Канады 1888 г. (по итогам дополнительного матч-турнира чемпионом Канады стал Маклауд). Год спустя Наррауэй снова участвовал в дележе 1-го места, но уступил в дополнительном матче Р. Флемингу. Только в 1893 году ему удалось выиграть национальный чемпионат. В 1897 и 1898 годах он повторил свой успех.
Также Наррауэй уделял много внимания игре по переписке. В 1885 г. он играл на 1-й доске в матче США — Канада (победил знаменитого проблемиста и мастера С. Лойда). В 1918 году он выиграл 5-й чемпионат Северной Америки по переписке.

## Спортивные результаты
| Год                       | Город     | Соревнование                                                           | + | − | = | Результат | Место |
| ------------------------- | --------- | ---------------------------------------------------------------------- | - | - | - | --------- | ----- |
| 1884                      | Сент-Джон | Чемпионат Сент-Джона                                                   |   |   |   |           | 1     |
| 1885                      | Сент-Джон | Матч с Дж. Ф. Фишером (на звание чемпиона городского шахматного клуба) | 8 | 1 | 1 | 8½ : 1½   |       |
| 1888                      | Квебек    | Чемпионат Канады                                                       |   |   |   | 4 из 5    | 1—3   |
| 1889                      | Монреаль  | Чемпионат Канады                                                       |   |   |   | 6 из 8    | 1—2   |
| 1891                      | Монреаль  | Чемпионат Канады                                                       |   |   |   |           | [ 6 ] |
| 1893                      | Квебек    | Чемпионат Канады                                                       |   |   |   | 10 из 12  | 1     |
| 1897                      | Ориллиа   | Чемпионат Канады                                                       |   |   |   | 7 из 8    | 1     |
| 1898                      | Торонто   | Чемпионат Канады                                                       |   |   |   | 8 из 10   | 1     |
| 1924                      | Гамильтон | Чемпионат Канады                                                       | 8 | 5 | 2 | 9 из 15   | 6—7   |
| 1927                      | Торонто   | Чемпионат Канады                                                       |   |   |   |           | [ 8 ] |
| СОРЕВНОВАНИЯ ПО ПЕРЕПИСКЕ |           |                                                                        |   |   |   |           |       |
| 1885                      | 1885      | Матч Канада — США (против С. Лойда)                                    | 1 | 0 | 0 | 1 из 1    |       |
| 1903                      | 1903      | Турнир класса «Мастерс» Национальной ассоциации заочных шахмат         |   |   |   |           |       |
| 1918                      | 1918      | 5-й чемпионат Северной Америки                                         |   |   |   |           | 1     |